# Phygadeuon alaskensis
Phygadeuon alaskensis là một loài tò vò trong họ Ichneumonidae.